# Leichtathletik-Weltmeisterschaften 1991/200 m der Frauen

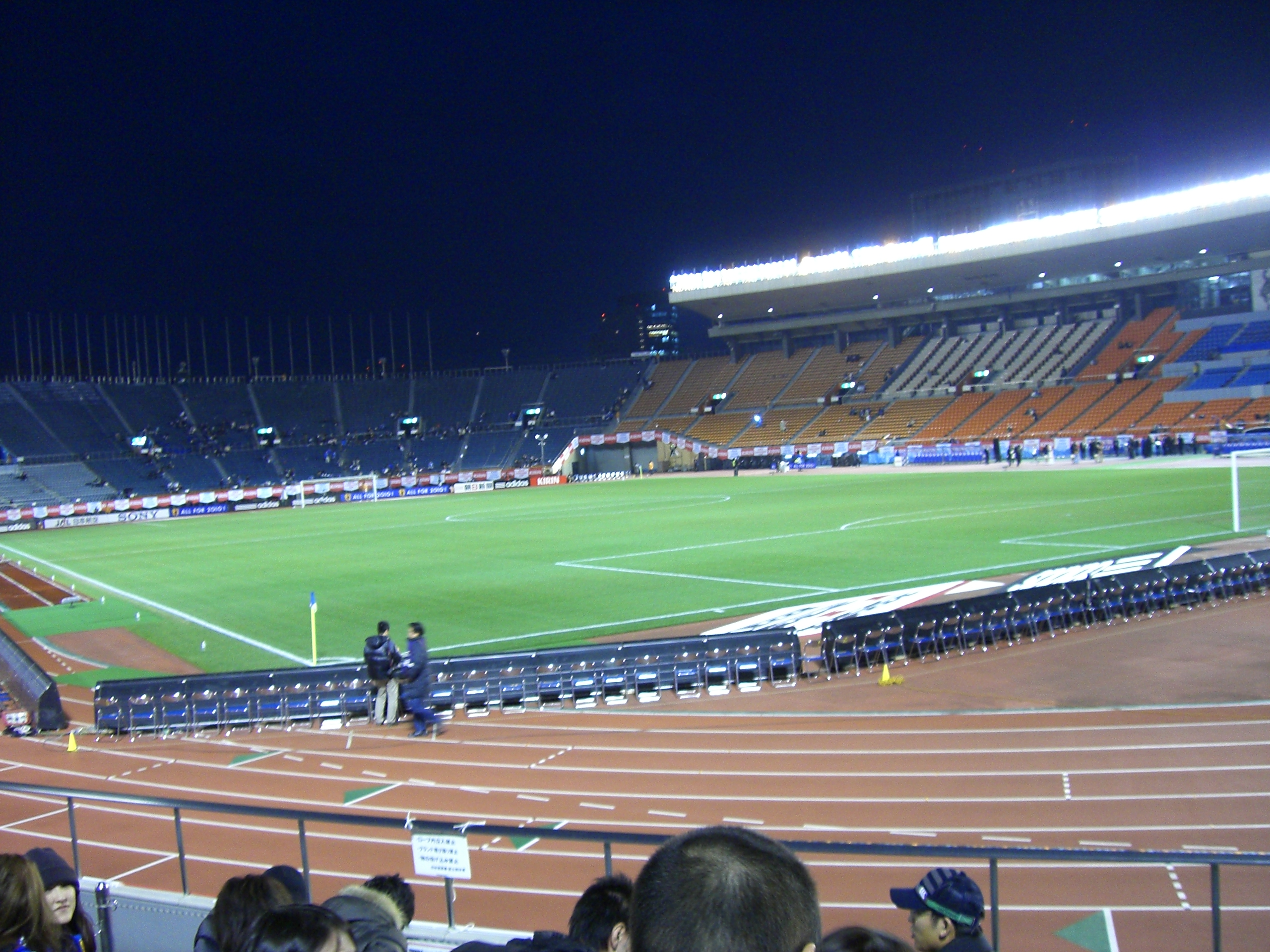
Das Olympiastadion in Tokio im Jahr 2008

Der 200-Meter-Lauf der Frauen bei den Leichtathletik-Weltmeisterschaften 1991 wurde am 29. und 30. August 1991 im Olympiastadion der japanischen Hauptstadt Tokio ausgetragen.
Auf den Medaillenrängen gab es dasselbe Ergebnis wie über 100 Meter. Weltmeisterin wurde die amtierende Europameisterin über 100 und 200 Meter – 1990 noch für die DDR – Katrin Krabbe aus Deutschland. Sie errang am Schlusstag noch zweimal Bronze mit den beiden deutschen Staffeln. Den zweiten Rang belegte die US-Amerikanerin Gwen Torrence. Bronze ging an Merlene Ottey aus Jamaika. Gold errang sie am Schlusstag mit der 4-mal-100-Meter-Staffel ihres Landes. In den Jahren ab 1980 hatte sie drei olympische Bronzemedaillen über 100 und 200 Meter errungen, war 1983 Vizeweltmeisterin über 200 Meter und Dritte mit ihrer Staffel geworden und hatte 1987 wiederum jeweils WM-Bronze über 100 und 200 Meter gewonnen.

## Bestehende Rekorde
| Weltrekord               | 21,34 s | Florence Griffith-Joyner | OS Seoul, Südkorea      | 29. September 1988 |
| Weltmeisterschaftsrekord | 21,74 s | Silke Gladisch           | WM 1987 in Rom, Italien | 3. September 1987  |

Die Windbedingungen waren in den meisten Rennen nicht günstig, allzu oft hatten die Sprinterinnen mit Gegenwind zu kämpfen, im Finale waren es 2,4 Meter pro Sekunde. So wurde der WM-Rekord bei diesen Weltmeisterschaften nicht eingestellt und nicht verbessert.

## Vorrunde
29. August 1991, 10:40 Uhr
Die Vorrunde wurde in fünf Läufen durchgeführt. Die ersten vier Athletinnen pro Lauf – hellblau unterlegt – sowie die darüber hinaus vier zeitschnellsten Läuferinnen – hellgrün unterlegt – qualifizierten sich für das Viertelfinale.

### Vorlauf 1
Wind: −0,5 m/s
| Platz | Name                 | Nation              | Zeit (s) |
| ----- | -------------------- | ------------------- | -------- |
| 1     | Gwen Torrence        | USA                 | 23,09    |
| 2     | Valerie Jean-Charles | Frankreich          | 23,13    |
| 3     | Pauline Davis        | Bahamas             | 23,31    |
| 4     | Wang Huei-Chen       | Volksrepublik China | 23,73    |
| 5     | Govindasamy Shanti   | Malaysia            | 24,09    |
| 6     | Rosanna Browne       | Anguilla            | 24,80    |
| 7     | Deirdre Caruana      | Malta               | 25,39    |
| DNS   | Mary-Estelle Kapalu  | Vanuatu             |          |

### Vorlauf 2
Wind: −0,8 m/s
| Platz | Name                 | Nation                       | Zeit (s) |
| ----- | -------------------- | ---------------------------- | -------- |
| 1     | Merlene Ottey        | Jamaika                      | 23,25    |
| 2     | Galina Maltschugina  | Sowjetunion                  | 23,44    |
| 3     | Julia Duporty        | Kuba                         | 23,71    |
| 4     | Mariama Ouiminga     | Burkina Faso                 | 25,32    |
| 5     | Vaciseva Tavaga      | Fidschi                      | 25,48    |
| 6     | Denise Ouabangui     | Zentralafrikanische Republik | 26,03    |
| 7     | Juliana Nzang Obieng | Äquatorialguinea             | 28,17    |

### Vorlauf 3
Wind: −0,3 m/s
| Platz | Name                   | Nation         | Zeit (s) |
| ----- | ---------------------- | -------------- | -------- |
| 1     | Esther Jones           | USA            | 23,32    |
| 2     | Irina Priwalowa        | Sowjetunion    | 23,39    |
| 3     | Claudete Alves Piña    | Brasilien      | 23,83    |
| 4     | Simmone Jacobs         | Großbritannien | 23,87    |
| 5     | Agnes Kozáry           | Ungarn         | 23,99    |
| 6     | Jane Thondojee         | Mauritius      | 25,46    |
| 7     | Jatamsuren Otgonchineg | Mongolei       | 25,48    |
| 8     | Feroza Khatton         | Bangladesch    | 26,14    |

### Vorlauf 4
Wind: −0,3 m/s
| Platz | Name               | Nation      | Zeit (s) |
| ----- | ------------------ | ----------- | -------- |
| 1     | Dannette Young     | USA         | 22,74    |
| 2     | Jelena Winogradowa | Sowjetunion | 22,93    |
| 3     | Silke-Beate Knoll  | Deutschland | 23,09    |
| 4     | Maguy Nestoret     | Frankreich  | 23,39    |
| 5     | Marisa Masullo     | Italien     | 23,75    |
| 6     | Claudia Acerenza   | Uruguay     | 24,66    |
| 7     | Mpoka Mokosi       | Zaire       | 27,21    |
| 8     | Fathimath Fezleen  | Malediven   | 28,30    |

### Vorlauf 5
Wind: −0,1 m/s
| Platz | Name            | Nation         | Zeit (s) |
| ----- | --------------- | -------------- | -------- |
| 1     | Sisko Hanhijoki | Finnland       | 23,12    |
| 2     | Jennifer Stoute | Großbritannien | 23,18    |
| 3     | Katrin Krabbe   | Deutschland    | 23,23    |
| 4     | Orit Kolodni    | Israel         | 23,78    |
| 5     | Gailey Dube     | Simbabwe       | 24,22    |
| 6     | Olga Conte      | Argentinien    | 24,97    |
| 7     | Aminata Konate  | Guinea         | 25,12    |

## Viertelfinale
29. August 1991, 17:25 Uhr
Aus den vier Viertelfinalläufen qualifizierten sich die jeweils ersten vier Athletinnen – hellblau unterlegt – sowie die darüber hinaus vier zeitschnellsten Läuferinnen – hellgrün unterlegt – für das Halbfinale.

### Viertelfinallauf 1
Wind: −0,4 m/s
| Platz | Name                 | Nation         | Zeit (s) |
| ----- | -------------------- | -------------- | -------- |
| 1     | Katrin Krabbe        | Deutschland    | 22,46    |
| 2     | Dannette Young       | USA            | 22,49    |
| 3     | Galina Maltschugina  | Sowjetunion    | 22,49    |
| 4     | Valerie Jean-Charles | Frankreich     | 23,23    |
| 5     | Orit Kolodni         | Israel         | 23,61    |
| 6     | Mariama Ouiminga     | Burkina Faso   | 25,23    |
| DNS   | Jennifer Stoute      | Großbritannien |          |
| DNS   | Gailey Dube          | Simbabwe       |          |

### Viertelfinallauf 2
Wind: +1,4 m/s
| Platz | Name               | Nation              | Zeit (s) |
| ----- | ------------------ | ------------------- | -------- |
| 1     | Gwen Torrence      | USA                 | 22,52    |
| 2     | Pauline Davis      | Bahamas             | 22,82    |
| 3     | Jelena Winogradowa | Sowjetunion         | 22,82    |
| 4     | Sisko Hanhijoki    | Finnland            | 23,17    |
| 5     | Simmone Jacobs     | Großbritannien      | 23,37    |
| 6     | Julia Duporty      | Kuba                | 23,46    |
| 7     | Wang Huei-Chen     | Volksrepublik China | 23,63    |
| 8     | Govindasamy Shanti | Malaysia            | 24,19    |

### Viertelfinallauf 3
Wind: +0,3 m/s
| Platz | Name                | Nation      | Zeit (s) |
| ----- | ------------------- | ----------- | -------- |
| 1     | Merlene Ottey       | Jamaika     | 22,64    |
| 2     | Irina Priwalowa     | Sowjetunion | 22,89    |
| 3     | Silke-Beate Knoll   | Deutschland | 22,97    |
| 4     | Esther Jones        | USA         | 23,03    |
| 5     | Maguy Nestoret      | Frankreich  | 23,46    |
| 6     | Marisa Masullo      | Italien     | 23,70    |
| 7     | Claudete Alves Piña | Brasilien   | 23,80    |
| 8     | Agnes Kozáry        | Ungarn      | 23,99    |

## Halbfinale
30. August 1991, 17:00 Uhr
Aus den beiden Halbfinalläufen qualifizierten sich die jeweils ersten vier Athletinnen – hellblau unterlegt – für das Finale.

### Halbfinallauf 1
Wind: −3,4 m/s
| Platz | Name                 | Nation         | Zeit (s) |
| ----- | -------------------- | -------------- | -------- |
| 1     | Katrin Krabbe        | Deutschland    | 22,30    |
| 2     | Dannette Young       | USA            | 22,69    |
| 3     | Pauline Davis        | Bahamas        | 22,80    |
| 4     | Jelena Winogradowa   | Sowjetunion    | 22,83    |
| 5     | Esther Jones         | USA            | 23,22    |
| 6     | Julia Duporty        | Kuba           | 23,58    |
| 7     | Valerie Jean-Charles | Frankreich     | 23,64    |
| 8     | Simmone Jacobs       | Großbritannien | 23,72    |

### Halbfinallauf 2
Wind: −5,1 m/s
| Platz | Name                | Nation      | Zeit (s) |
| ----- | ------------------- | ----------- | -------- |
| 1     | Gwen Torrence       | USA         | 22,58    |
| 2     | Merlene Ottey       | Jamaika     | 22,59    |
| 3     | Irina Priwalowa     | Sowjetunion | 22,70    |
| 4     | Galina Maltschugina | Sowjetunion | 22,92    |
| 5     | Silke-Beate Knoll   | Deutschland | 23,49    |
| 6     | Maguy Nestoret      | Frankreich  | 23,79    |
| 7     | Sisko Hanhijoki     | Finnland    | 24,12    |
| 8     | Orit Kolodni        | Israel      | 24,27    |

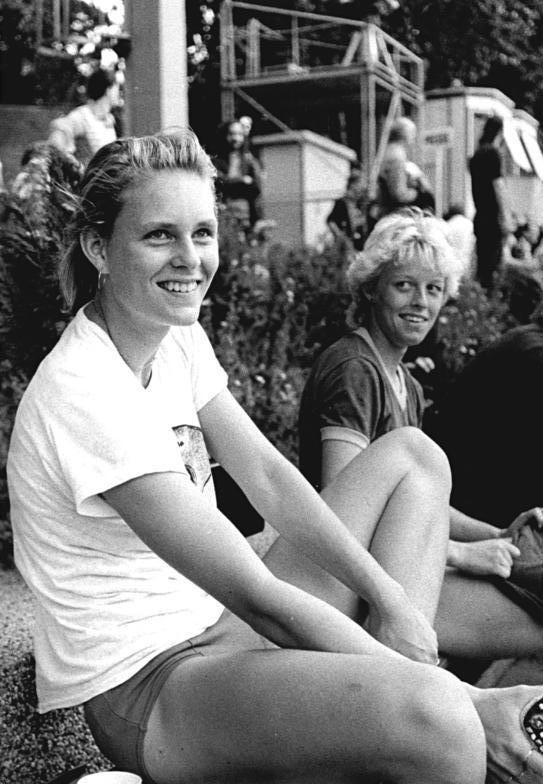
Doppelweltmeisterin Katrin Krabbe, amtierende Doppeleuropameisterin, errang ihre zweite Goldmedaille, außerdem gab es für sie noch zweimal Bronze – schon die kommende Saison brachte das dopingbedingte Ende ihrer Sportkarriere[2]}
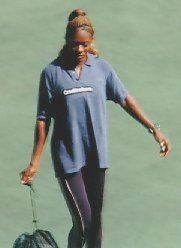
Merlene Ottey, seit 1980 vielfache Medaillengewinnerin bei Olympischen Spielen/Weltmeisterschaften und eigentliche Favoritin, musste sich wie schon über 100 Meter mit Bronze begnügen, bevor sie am Schlusstag mit der 4-mal-100-Meter-Staffel ihres Landes Gold gewann

## Finale
30. August 1991, 19:55 Uhr
Wind: −2,4 m/s
| Platz | Name                | Nation      | Zeit (s) |
| ----- | ------------------- | ----------- | -------- |
| 1     | Katrin Krabbe       | Deutschland | 22,09    |
| 2     | Gwen Torrence       | USA         | 22,16    |
| 3     | Merlene Ottey       | Jamaika     | 22,21    |
| 4     | Irina Priwalowa     | Sowjetunion | 22,28    |
| 5     | Galina Maltschugina | Sowjetunion | 22,66    |
| 6     | Dannette Young      | USA         | 22,87    |
| 7     | Pauline Davis       | Bahamas     | 22,90    |
| 8     | Jelena Winogradowa  | Sowjetunion | 23,10    |

## Video
- 1991 World Champs 200m women auf youtube.com, abgerufen am 28. April 2020